# Płyta (Góry Izerskie)
Płyta (niem. Tafelstein) – skałka w Górach Izerskich, na Wysokim Grzbiecie Izerskim.
Położona jest na północnym zboczu Smreka (1123 m n.p.m.), na wysokości ok. 1080 m n.p.m., powyżej źródeł Granicznej. Zbudowana jest z prekambryjskiego granitu (granitognejsu). Obok skałki biegnie granica z Czechami.